# آتوبیانکی

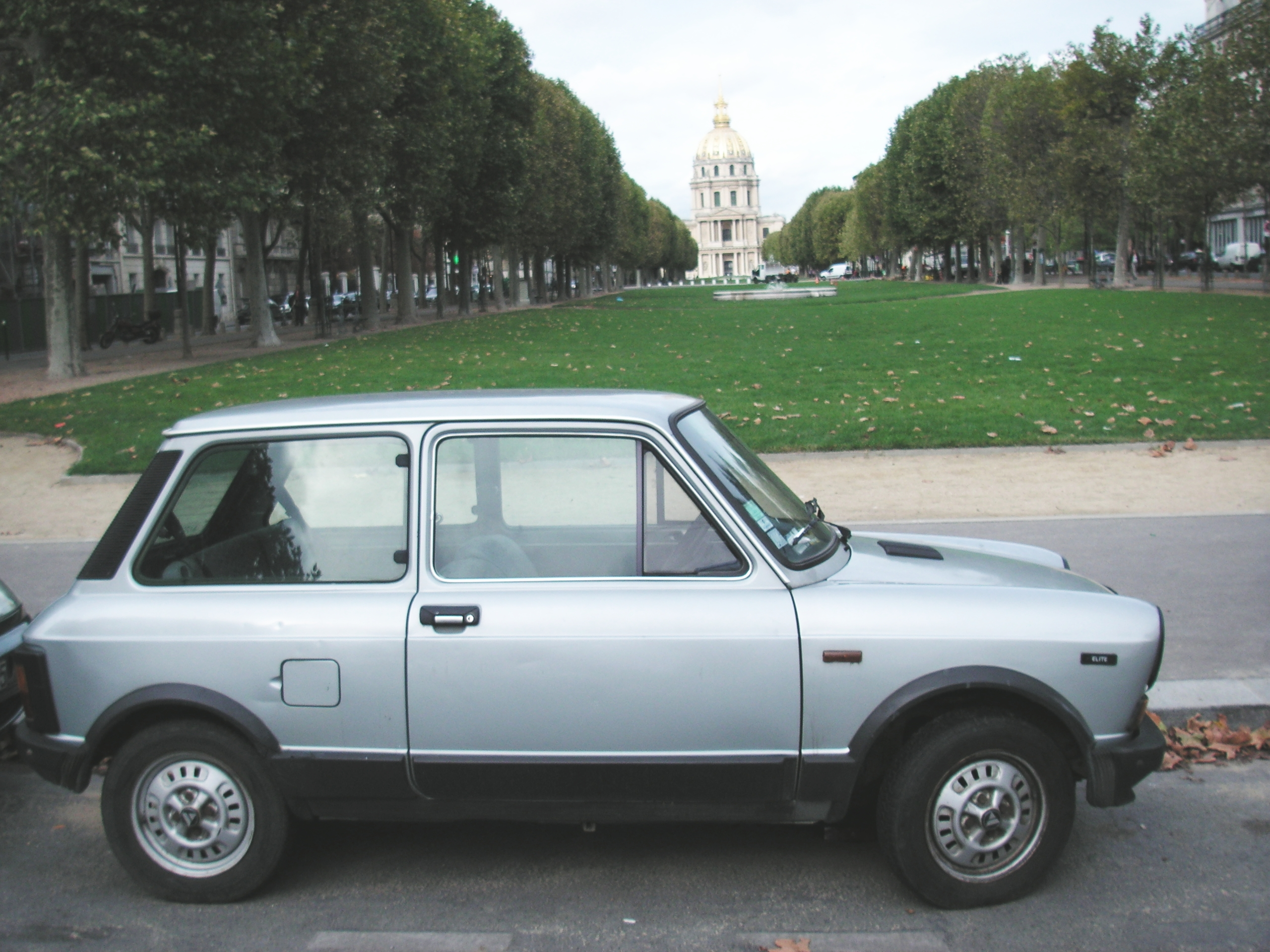
آتوبیانکی ای۱۱۲

آتوبیانکی (به ایتالیایی: Autobianchi) شرکت خودروسازی ایتالیایی بود، که با سرمایه‌گذاری و مشارکت شرکت‌های فیات، پیرلی و بیانکی در سال ۱۹۵۵ راه‌اندازی شد.
این شرکت در زمان حیات خود، تنها خودروهای دست‌ساز تولید نمود، که به‌عنوان نمونه می‌توان به: آتوبیانکی ای۱۱۲، آوتوبیانکی ای۱۱۱، آوتوبیانکی وای۱۰، آوتوبیانکی بیانکیا و آوتوبیانکی استلینا اشاره نمود.
شرکت آتوبیانکی سرانجام در سال ۱۹۹۵ در پی ادغام با شرکت لانچیا، منحل شد. لانچیا هم‌اکنون از برندهای متعلق به گروه خودروسازی فیات به‌شمار می‌آید.